# Kotliny (powiat łódzki wschodni)
Kotliny – wieś w Polsce na obszarze województwa łódzkiego, w powiecie łódzkim wschodnim, w gminie Brójce. Położona jest nad Miazgą.
Wieś ma charakter rozproszony i dzieli się na następujące jednostki:
- Kotliny
- Kotliny Folwark
- Kotlinki
- Osada Kozica

We wsi znajduje się zbiornik retencyjny na Miazdze, drewniany młyn o napędzie wodno-elektrycznym oraz pomnik przyrody: klon pospolity o obwodzie pnia 345 cm.
Początkowo wieś nazywała się „Kotlina” od swojego położenia w dolinie rzeki Miazgi. Pierwsza wzmianka o wsi pochodzi z 1576 roku i umiejscawia ją w parafii w Będkowie.
W latach 1975–1998 miejscowość należała administracyjnie do ówczesnego województwa łódzkiego.